# Ben Fayot

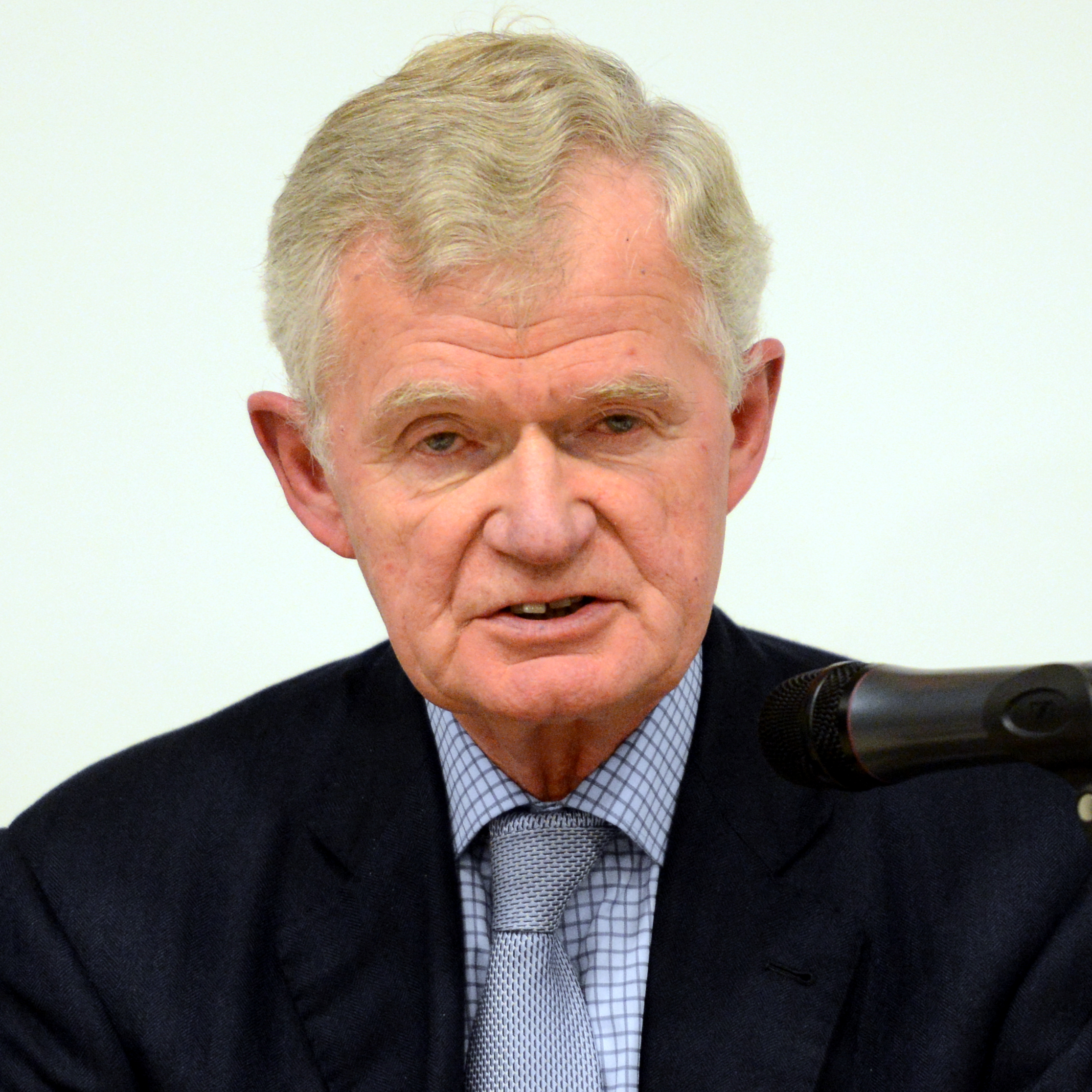
Ben Fayot (2014).

Ben Fayot este un om politic luxemburghez, membru al Parlamentului European în perioada 1994-1999 din partea Luxemburgului. 